# Giovanni Jauch

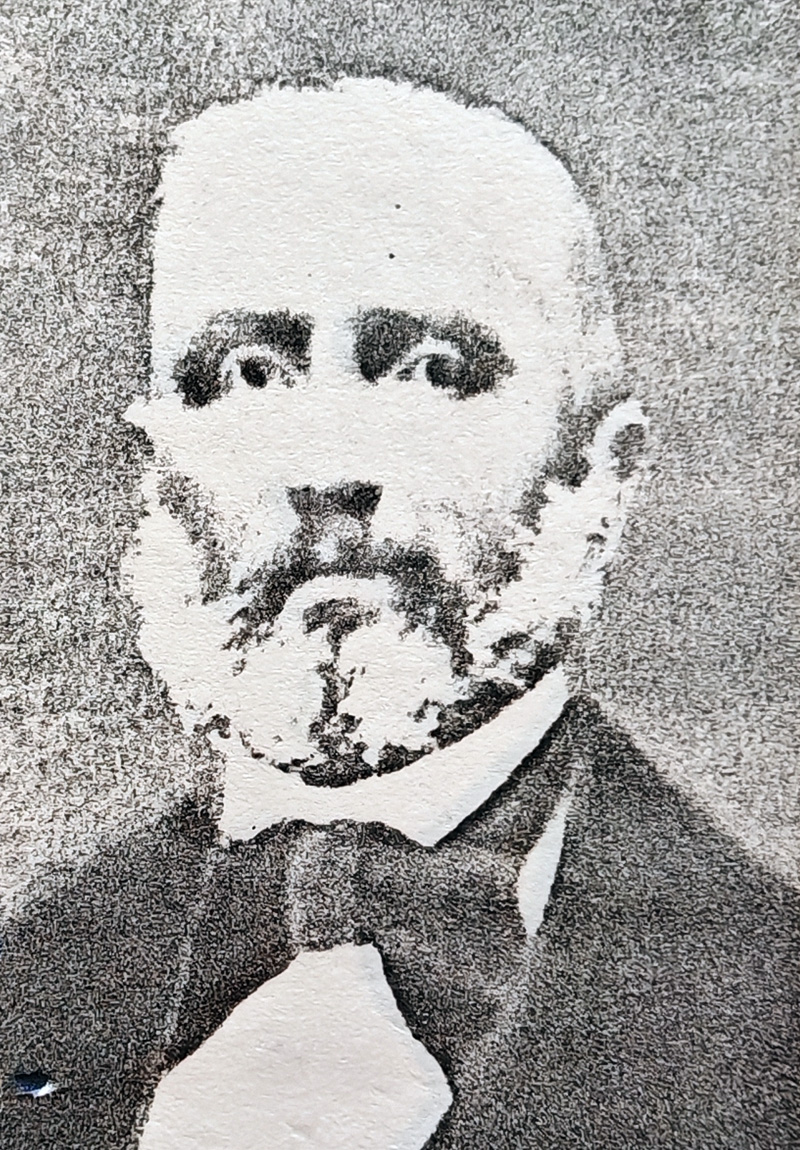
Giovanni Jauch

Giovanni Jauch (* 22. März 1806 in Bellinzona; † 26. Juli 1877 in San Bernardino) war ein Schweizer Politiker. Von 1848 bis 1851 und von 1855 bis 1872 gehörte er dem Nationalrat an, 1874/75 dem Ständerat. Von 1844 bis 1877 war er auch Mitglied des Tessiner Grossen Rates, 1855 kurzzeitig Mitglied des Tessiner Staatsrats und von 1864 bis 1877 Bellenzer Gemeindepräsident.

## Biografie
Jauch entstammte dem alteingesessenen Urner Geschlecht der Jauch und war Sohn der wohlhabender Grundbesitzer Francesco und seiner Frau Teresa geborene Varrone. Er heiratete Elisa Schenardi. Jauch studierte Recht an der Universität Pavia und war ab 1828 in Bellinzona als Rechtsanwalt und Notar tätig. Er gehörte zu den prominentesten Vertretern der Radikalliberalen im Kanton Tessin. Er war unter anderem Präsident der Società dei Carabinieri (Schützengesellschaft) und der Società Demopedeutica (Gesellschaft für Volkserziehung). 1839 rissen die Radikalen in einem bewaffneten Aufstand die Macht an sich. Jauch spielte dabei eine führende Rolle, ebenso 1841 bei der Niederschlagung einer katholisch-konservativen Gegenrevolution. 1844 wurde er in den Grossen Rat gewählt, dem er ununterbrochen mehr als drei Jahrzehnte lang angehörte und dem er mehrmals als Präsident vorstand. Er vertrat von 1846 bis 1848 den Kanton Tessin als Abgesandter an den Tagsatzungen, während des Sonderbundskriegs von 1847 diente er als Oberst.
Im Oktober 1848 kandidierte Jauch mit Erfolg bei den ersten Nationalratswahlen, drei Jahre später verzichtete er auf die Wiederwahl. Die Nationalratswahlen 1854, bei denen Jauch wieder kandidierte, endeten mit einem Sieg der Katholisch-Konservativen. Nachdem die Radikalen vor Gericht mit einem Rekurs erfolgreich gewesen waren, ordnete die Bundesversammlung eine Wahlwiederholung an. Im Februar 1855 kam es im Tessin erneut zu politischem Aufruhr: Bewaffnete Milizen (angeführt von Jauchs Carabinieri) gingen gegen die Opposition vor und begründeten dies mit einer angeblichen Verschwörung, wonach die Konservativen mithilfe Österreichs die Radikalen stürzen wollten. Bei der Wiederholung der Nationalratswahlen im Màrz 1855 setzten sich die Radikalen deutlich durch und Jauch zog für den Wahlkreis Tessin-Süd wieder in den Nationalrat ein. In diesem Jahr amtierte er ausserdem vorübergehend als Tessiner Staatsrat.
1860 war Jauch Vertreter des Kantons bei Verhandlungen mit dem Heiligen Stuhl über die geistliche Verwaltung des Tessins. Im Auftrag des Bundes verhandelte er 1861/62 mit dem Königreich Sardinien über das Mensalgut des Bistums Como. Ab 1864 amtierte er zusätzlich als Stadtpräsident von Bellinzona. 1871 gründete er die Zeitung Costituzione, 1872 gehörte er zu den Initiatoren der Zeitung La riforma federale. Bei den Nationalratswahlen 1872 konnte Jauch seinen Sitz verteidigen, doch die Bundesversammlung erklärte den Wahlgang aufgrund zahlreicher Unregelmässigkeiten für ungültig. Nachdem die Wahlwiederholung im März 1873 ebenfalls nicht ordnungsgemäss durchgeführt werden konnte, verlor Jauch seinen Nationalratssitz im Oktober 1873 endgültig. Der Grosse Rat wählte ihn daraufhin für die Jahre 1874/75 in den Ständerat. Grossrat und Stadtpräsident blieb er bis zu seinem Tod.